# 9668 Tianyahaijiao
9668 Tianyahaijiao eller 1997 LN är en asteroid i huvudbältet som upptäcktes den 3 juni 1997 av Beijing Schmidt CCD Asteroid Program vid Xinglong-observatoriet. Den är uppkallad efter Tianya Haijiao, en kuststräcka på ön Hainan.
Asteroiden har en diameter på ungefär 4 kilometer.